# La Femme brune
La Femme brune est un tableau réalisé par le peintre italien Amedeo Modigliani en 1919-1920. Cette huile sur toile est le portrait en buste d'une femme aux cheveux bruns vêtue de noir. Léguée par la veuve d'Henri Galilée en 1965, l'œuvre est conservée avec La Femme blonde, une autre peinture de Modigliani, au musée des Beaux-Arts de Nancy, à Nancy, en France.

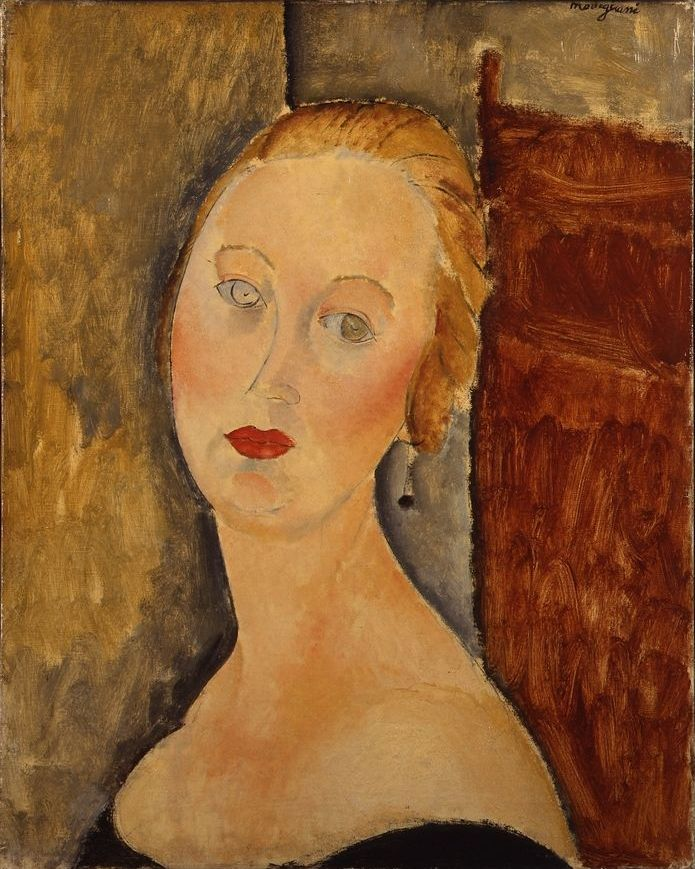
La Femme blonde, 1918 – Musée des Beaux-Arts de Nancy, Nancy.